# Ludwig Strecker (Kreisrat)
Ludwig Strecker (* 15. August 1818 in Darmstadt; † 24. Juni 1890 ebenda) war Kreisrat in einer Reihe von Kreisen des Großherzogtums Hessen.

## Karriere
Ludwig Strecker begann seine berufliche Laufbahn als Hofgerichtssekretariatsakzessist am Hofgericht Darmstadt. 1848 wurde er Sekretär in der Regierungskommission des Regierungsbezirks Alsfeld. Als die Regierungsbezirke 1852 aufgelöst wurden, erhielt er eine Stelle als Assessor beim Kreis Dieburg, an dessen Spitze er faktisch stand, da die Stelle des Kreisrates bis 1854 unbesetzt blieb. 1855 erfolgte seine Ernennung zum Kreisrat des Kreises Vilbel. In gleicher Funktion wechselte er 1860 zum Kreis Alzey und 1861 zum Kreis Erbach. 1863 wurde er Richter am Administrativjustizhof. 1871 wechselte er zum Oberkonsistorium der Evangelischen Landeskirche Hessen, ab 1875 mit dem Titel „Oberkonsistorialrat“. 1876 wurde er unter dem Vorbehalt anderweitiger Verwendung pensioniert.

## Ehrungen
- 1875 Ritterkreuz I. Klasse des Verdienstordens Philipps des Großmütigen[1]
- 1876 Geheimer Oberkonsistorialrat[1]
- 1879 Geheimer Oberrechnungsrat[1]